# Internationaux de Strasbourg 2013
Internationaux de Strasbourg 2013 — професійний тенісний турнір, що проходив на кортах з ґрунтовим покриттям. Це був 27-й турнір. Проходив у рамках Туру WTA 2013. Відбувся в Страсбургу (Франція) з 18 до 25 травня 2013 року.

## Учасниці основної сітки в одиночному розряді

### Сіяні
| Країна            | Гравчиня          | Рейтинг1 | Сіяна |
| ----------------- | ----------------- | -------- | ----- |
| Франція           | Маріон Бартолі    | 14       | 1     |
| Австрія           | Таміра Пашек      | 29       | 2     |
| Франція           | Алізе Корне       | 30       | 3     |
| Китайський Тайбей | Сє Шувей          | 41       | 4     |
| Румунія           | Моніка Нікулеску  | 46       | 5     |
| США               | Крістіна Макгейл  | 54       | 6     |
| ПАР               | Шанелль Схеперс   | 57       | 7     |
| Словаччина        | Даніела Гантухова | 61       | 8     |

- 1 Рейтинг подано станом на 13 травня 2013.[2]

### Інші учасниці
Нижче наведено учасниць, які отримали вайлдкард на участь в основній сітці:
- Клер Феерстен
- Каролін Гарсія
- Віржіні Раззано

Нижче наведено гравчинь, які пробились в основну сітку через стадію кваліфікації:
- Марта Домаховська
- Магда Лінетт
- Флавія Пеннетта
- Шелбі Роджерс

### Знялись з турніру
До початку турніру
- Лара Арруабаррена
- Марія Кириленко
- Анабель Медіна Гаррігес
- Полін Пармантьє
- Гезер Вотсон (мононуклеоз)

## Учасниці основної сітки в парному розряді

### Сіяні
| Країна     | Гравчиня          | Країна        | Гравчиня            | Рейтинг1 | Сіяна |
| ---------- | ----------------- | ------------- | ------------------- | -------- | ----- |
| Словаччина | Даніела Гантухова | Чехія         | Луціє Градецька     | 57       | 1     |
| ПАР        | Наталі Грандін    | Чехія         | Владіміра Угліржова | 83       | 2     |
| Зімбабве   | Кара Блек         | Нова Зеландія | Марина Еракович     | 86       | 3     |
| Японія     | Кіміко Дате       | ПАР           | Шанелль Схеперс     | 146      | 4     |

- 1 Рейтинг подано станом на 13 травня 2013.

### Інші учасниці
Нижче наведено пари, які отримали вайлдкард на участь в основній сітці:
- Клер Феерстен /  Лара Мішель
- Каролін Гарсія /  Матільд Жоанссон

Наведені нижче пари отримали місце як заміна:
- Марта Домаховська /  Марія Тереса Торро Флор

### Знялись з турніру
До початку турніру
- Ольга Пучкова

Під час турніру
- Даніела Гантухова (травма правого плеча)

## Переможниці

### Одиночний розряд
- Алізе Корне —  Луціє Градецька,  7–6(7–4), 6–0

### Парний розряд
- Кіміко Дате /  Шанелль Схеперс —  Кара Блек /  Марина Еракович, 6–4, 3–6, [14–12]